# Booster Gold (fumetto)
Booster Gold fu una serie a fumetti mensile DC Comics che vide protagonista l'omonimo supereroe, creato da Dan Jurgens. Questo articolo riguarda la seconda serie di Booster Gold che cominciò ad essere pubblicato nell'ottobre 2007. Dopo 12 numeri, i co-scrittori Geoff Johns e Jeff Katz lasciarono la serie, lasciando Jurgens come artista e scrittore principale, insieme a Norm Rapmund come co-artista. Con il n. 32, Keith Giffen e J.M. DeMatteis, che scrissero la serie degli anni ottanta Justice League International (a cui Booster prese parte) presero parte alla serie, e furono poi raggiunti da Chris Batista come artista interno e dall'ex artista di JLI Kevin Maguire, come artista delle copertine dalla n. 32 alla n. 36. Giffen, DeMatteis e Batista lasciarono la serie con il n. 43 e furono rimpiazzati dal ritorno di Dan Jurgens e Norm Rapmund, che fornirono la storia finale della serie, una storia crossover di Flashpoint. La serie terminò nell'agosto 2011 con il n. 47.

## Personaggi

### Principali
- Booster Gold (Michael Jon Carter): un ex star del football americano del 25º secolo tramutato in un avventuriero viaggiatore temporale.
- Rip Hunter: capo di Booster, misterioso padrone del tempo che rifiuta di rivelare la sua vera identità, e che si rivelerà poi essere il futuro figlio di Booster. Suo padre è ancora ignaro della loro parentela. Si scoprì che il futuro sé di Booster controllava i progressi del proprio figlio perché modellasse il suo vecchio sé nell'eroe che era destinato ad essere.
- Skeets: un'intelligenza artificiale robotica che accompagna Booster nelle sue avventure attraverso il tempo.

### Ricorrenti
- Goldstar (Michelle Carter): la sorella gemella di Booster dal futuro. Lavorò come partner di Booster, per poi fuggire nel tempo dopo aver scoperto che sarebbe morta se Rip non l'avesse salvata mentre viaggiava nel tempo. Booster la trovò poi a Coast City e la riportò nel presente.
- Blue Beetle (Jaime Reyes): un adolescente, ultimo ad assumere l'identità di Blue Beetle. Si trova a lottare nella sua doppia vita di adolescente e supereroe.
- Supernova (Daniel Carter): antenato disoccupato di Booster, Goldstar, Rip Hunter, e Jon Carter che riluttante abbandonò l'identità di Supernova.

### Trama
52 Pick-Up è la prima storia (n. da 1 a 6) della serie. Booster viaggiò nel flusso temporale devastato con Skeets e Rip Hunter per riparare ai danni causati durante 52 e fermare un gruppo di super criminali che stavano esplorando le anomalie temporali per eliminare i più grandi supereroi del mondo. Booster non riuscì a salvare Barbara Gordon dall'essere paralizzata e desiderò provarci ancora, ma Rip gli disse che quell'evento era destinato ad accadere. Arrabbiato con Rip e volendo salvare Ted Kord dopo che Rip rifiutò, fu visitato da Dan Garrett, Jaime Reyes e il Blue Beetle del futuro.
Blue and Gold prese i numeri da 7 a 10 e il n. 1000000. Booster tentò di salvare il suo migliore amico, Ted Kord, dal venire assassinato, ma il cambio risultante dal cambiamento creò un buco nero di problemi. Comprendendo che il flusso temporale non sarebbe mai stato in ordine finché fosse rimasto vivo, Ted si sacrificò. Rip poté risollevargli il morale facendogli accorgere di aver salvato sua sorella, Michelle, senza che lei ne fosse al corrente
Vicious Cycle coprì i n. 11 e 12. Quando Batman, Robin e Batgirl sventarono un colpo condotto da Killer Moth per conto del viaggiatore temporale del XXVII secolo Wiley Dalbert, furono rimossi dalla linea temporale. Booster e Michelle, che ora lavorava sotto il nome in codice di Goldstar, aiutarono i criminali a cavarsela con i loro crimini.
Stars in Your Eyes ebbe i n. 13 e 14. Quando Daniel portò con sé da un attacco a Parigi una spora Starro, l'alieno invasore utilizzò Rip per dominare il mondo. Booster dovette quindi fare un accordo con Lady Chronos. Insieme, i due riuscirono a fermare l'invasione.
Reality Lost partì dal n. 15 al n. 19. Un misterioso viaggiatore temporale rubò un coltello e tentò di sbloccare una volta al Vanishing Point. Booster riuscì a catturarlo e rimettere le cose a posto. Nel frattempo, Michelle scoprì che avrebbe dovuto morire e che era viva grazie a Rip. Sentendosi arrabbiata e tradita, corse via nel tempo per vivere a modo suo.
Il n. 20 fu a proposito dello stallo della Sfera Temporale. Booster quindi si tuffò nel 1952 e fu coinvolto nella Task Force X. Quando Booster notò che Rip aveva sistemato la Sfera Temporale, lui e Rip si ritirarono salvi nel presente.
Day of Death occupò dal n. 21 al n. 25. Booster dovette riparare una linea temporale in cui Black Beetle uccise Robin e tutto il resto dei Teen Titans. Dopo di ciò, Rip gli ricordò che aveva bisogno di rimuovere la foto del Joker di lui che salvava Barbara Gordon dalla Batcaverna.
Dead Ted, un collegamento a La notte più profonda, prese i n. 26 e 27. Ted Kord fu rianimato come Lanterna Nera e cercò di uccidere Booster. Booster si alleò con Jaime Reyes per sopravvivere. Dopo aver fallito nello sconfiggerlo con le loro mani o colpi energetici, scoprirono che le Lanterne Nere erano vulnerabili alla luce. Afferrarono una pistola a luce dalle industrie di Ted e sconfissero l'ex Blue Beetle. Successivamente, andarono al Vanishing Point e gli diedero un'appropriata sepoltura..
The Tomorrow Memory coprì i n. da 28 a 31. Rip inviò uno svogliato Booster a fermare l'assassinio di Hank Henshaw, che sarebbe presto divenuto il Cyborg Superman. L'assassina viaggiatrice temporale Sondra Crain giunse a Coast City per uccidere Henshaw. Quando Booster la incontrò, lei persuase l'eroe ad aiutarla a fermare Cyborg Superman dal commettere un omicidio di massa.
Durante l'attacco del Cyborg Superman, Booster e Skeets non furono in grado di salvare Sondra Crain, Grace Greene e Michelle. Da un'altra parte, al Vanishing Point, il futuro sé di Booster si incontrò con Rip. Gli rivelò che Rip non avrebbe addestrato il giovane Booster da solo e che sarebbe divenuto l'eroe che era destinato a essere. Nel presente, Rip consigliò ad un arrabbiato e triste Booster, che voleva rimettere le cose a posto con Michelle e salvò il cane di una ragazza che aveva involontariamente ucciso prima. Rip quindi andò al Vanishing Point e notò che qualcosa non quadrava con la linea temporale (vedi Batman: Il Ritorno di Bruce Wayne).
La decima storia (che cominciò nel n. 32) si collegò agli eventi di Justice League: Generation Lost e Nel giorno più splendente n. 0. Dopo aver ritrovato l'elmetto di Dottor Fate, Booster scoprì che Maxwell Lord era vivo e dopo che questi cancellò il ricordo della sua esistenza, solo Booster, Skeets, Capitan Atomo e Ice lo ricordavano. Quindi, Booster tornò indietro per accertarsi che Lord fosse ricordato e trovò le prove per dimostrare l'esistenza di Lord senza però riuscirvi.
Turbulence, una storia collegata a Flashpoint, terminò la serie dal n. 44 al n. 47. Dopo gli eventi di Time Masters: Vanishing Point, Rip li informò che qualcuno era entrato alla loro base e lasciato un messaggio sulla lavagna. Quando una nuova linea temporale alternativa partì a causa delle macchinazioni di Flash, Booster e Skeets si svegliarono e si ritrovarono gli unici a ricordare la linea temporale originale. Booster viaggiò fino a Coast City, ma i soldati degli Stati Uniti lo attaccarono erroneamente scambiandolo per una minaccia Atlantidea. Skeets fu danneggiato dal Progetto Sei dei militari, che si rivelò essere Doomsday. Durante la battaglia Booster Gold scoprì che Doosday era controllato dal Generale Nathaniel Adam. Booster fuggì da Doomsday e salvò una donna di nome Alexandra Gianopoulos. Booster venne a sapere che la linea temporale era stata cambiata, sospettando che dietro ci fosse il Professor Zoom. Alexandra e Booster Gold si separarono, ma lei utilizzò i suoi poteri segreti per prendere i poteri altrui e lo seguì. Successivamente, volò a Gotham City e Doomsday lo attaccò. Alexandra distrusse il collegamento di controllo del Generale Adam nel tentativo di salvare Booster, e fu lì che l'eroe fu attaccato da Doomsday. Doomsday colpì Booster fin quasi alla morte, ma fu salvato da Alexandra. Booster riuscì a rimettere l'elmetto su Doomsday, ricostituendo il controllo del Generale sul mostro, che quindi afferrò Booster, sperando di ucciderlo. Fortunatamente, il Generale Adam portò Booster alla base per interrogarlo, permettendogli di fuggire quando la vista del "Progetto Superman" causò a Doomsday di fare resuscitare la sua vera personalità. Alexandra riuscì a sconfiggere Doomsday utilizzando l'elmetto di controllo per fare sì che il mostro si facesse a pezzi da solo, successivamente chiedendo che Booster la portasse con sé. Tuttavia, Alexandra infine si sacrificò per salvarlo da un attacco degli Atlantidei. Booster ritornò al Vanishing Point mentre la storia si resettava, senza un chiaro ricordo del suo periodo nell'universo di Flashpoint. Alexandra lasciò un messaggio sulla lavagna e scomparve.

## Co-protagonista
Blue Beetle cominciò a fare da co-protagonista nei n. da 21 a 29.
La prima storia, Armor Plated, narrò di Blue Beetle che si batté contro numerosi robot che stavano attaccando El Paso. Quando lui, Brenda e Paco investigarono su chi potesse essere dietro a questi attacchi, si rivelò essere la figlia di un carcerato, che successivamente si scoprì essere una fembot.
La seconda storia, Black and Blue, vide Black Beetle tentare di uccidere Jaime. Mentre combattevano, Jaime si arrabbiò e il suo scarabeo fu sottoposto ad una transizione, tramutando il costume dell'eroe in un look più mortale e lo stesso scarabeo cominciò a ripetere la parola "Uccidere". Dopo questo avvenimento, Black Beetle rivelò di essere lo Jaime del futuro. Jaime rifiutò di crederci e fuggì.
In Dead Ted, una storia di Booster in cui comparve Jaime come co-protagonista, Jaime si unì a Booster nel tentativo di fermare Ted Kord. Dopo aver inizialmente fallito nel fermarlo, Jaime e Booster afferrarono la pistola a luce di Ted e infine riuscirono.
In The Beginning of the End Jaime e i suoi amici andarono in Bialya. Quando misero su la trappola, a causa dell'attacco di alcuni insetti, Jaime decise di indossare il suo costume, ma quando toccò lo scarabeo, questo prese il controllo del ragazzo.
La storia successiva, The End of the End, terminò la storia e il co-protagonismo. Peacemaker comparve e si batté con Jaime. Lo scarabeo gli disse di ucciderlo, ma Jaime lo depotenziò temporaneamente e chiese al Peacemaker di distruggere la piramide e liberarlo. Peacemaker lo fece e salvò la situazione.
| Vol. n. | Titolo                                                 | Materiale raccolto                                                                               | Pagine | Data di Pubblicazione | ISBN           |
| ------- | ------------------------------------------------------ | ------------------------------------------------------------------------------------------------ | ------ | --------------------- | -------------- |
| 1       | 52 Pick-Up                                             | Booster Gold vol. 2 dal n. 1 al n. 6                                                             | 160    | maggio 2009           | Template:ISBNT |
| 2       | Blue and Gold                                          | Booster Gold vol. 2 n. 0, dal n. 7 al n. 10, n. 1000000                                          | 160    | dicembre 2009         | Template:ISBNT |
| 3       | Reality Lost                                           | Booster Gold vol. 2 n. 11 e n. 12, dal n. 15 al n. 19                                            | 168    | agosto 2009           | Template:ISBNT |
| 4       | Day of Death                                           | Booster Gold vol. 2 dal n. 20 al n. 25; The Brave and the Bold n. 23                             | 160    | aprile 2010           | Template:ISBNT |
| 5       | The Tomorrow Memory                                    | Booster Gold vol. 2 dal n. 26 al n. 31                                                           | 160    | dicembre 2010         | Template:ISBNT |
| 6       | Past Imperfect                                         | Booster Gold vol. 2 dal n. 32 al n. 38                                                           | 168    | aprile 2011           | Template:ISBNT |
| 7       | Flashpoint: The World of Flashpoint Featuring Superman | Booster Gold vol. 2 dal n. 44 al n. 47 (il fumetto comprende altre serie correlate a Flashpoint) | 256    | marzo 2012            | Template:ISBNT |